# ユニバーシアードバスケットボール競技
FISUワールドユニバーシティゲームズにおけるバスケットボール競技は1959年より採用されている。男子は1959年より、女子は1961年より行われている。ただし、1975年は実施されなかった。

## 歴史
日本は男子が1961年、1965年、1967年、1970年、1973年、1977年、1979年、1981年、1983年、1985年、1987年、1991年、1993年、1995年、1997年、1999年、2001年、2003年、2005年、2007年、2009年、2011年、2013年、2015年、2017年の25度出場し、最高位は1995年の2位。
一方の女子が1967年、1973年、1977年、1983年、1985年、1987年、1991年、1993年、1995年、1997年、1999年、2001年、2003年、2005年、2007年、2009年、2011年、2013年、2015年、2017年の20度出場し、最高位は1967年と2017年の2位。

## メダル獲得者
| 大会 | 金                     | 銀             | 銅                     |
| ---- | ---------------------- | -------------- | ---------------------- |
| 1959 | ソビエト連邦           | イタリア       | チェコスロバキア       |
| 1961 | ソビエト連邦           | ブルガリア     | チェコスロバキア       |
| 1963 | ブラジル               | キューバ       | ペルー                 |
| 1965 | アメリカ合衆国         | ソビエト連邦   | ハンガリー             |
| 1967 | アメリカ合衆国         | 韓国           | ブラジル               |
| 1970 | ソビエト連邦           | アメリカ合衆国 | キューバ               |
| 1973 | アメリカ合衆国         | ソビエト連邦   | ブラジル               |
| 1977 | アメリカ合衆国         | ソビエト連邦   | チェコスロバキア       |
| 1979 | アメリカ合衆国         | ユーゴスラビア | キューバ               |
| 1981 | アメリカ合衆国         | ソビエト連邦   | ユーゴスラビア         |
| 1983 | カナダ                 | ユーゴスラビア | アメリカ合衆国         |
| 1985 | ソビエト連邦           | アメリカ合衆国 | カナダ                 |
| 1987 | ユーゴスラビア         | アメリカ合衆国 | スペイン               |
| 1989 | アメリカ合衆国         | ソビエト連邦   | 西ドイツ               |
| 1991 | アメリカ合衆国         | カナダ         | ソビエト連邦           |
| 1993 | アメリカ合衆国         | カナダ         | 中国                   |
| 1995 | アメリカ合衆国         | 日本           | カナダ                 |
| 1997 | アメリカ合衆国         | カナダ         | ブラジル               |
| 1999 | アメリカ合衆国         | ユーゴスラビア | スペイン               |
| 2001 | ユーゴスラビア         | 中国           | アメリカ合衆国         |
| 2003 | セルビア・モンテネグロ | ロシア         | カナダ                 |
| 2005 | アメリカ合衆国         | ウクライナ     | セルビア・モンテネグロ |
| 2007 | リトアニア             | セルビア       | カナダ                 |
| 2009 | セルビア               | ロシア         | アメリカ合衆国         |
| 2011 | セルビア               | カナダ         | リトアニア             |
| 2013 | ロシア                 | オーストラリア | セルビア               |
| 2015 | アメリカ合衆国         | ドイツ         | ロシア                 |
| 2017 | リトアニア             | アメリカ       | ラトビア               |
| 2019 | アメリカ               | ウクライナ     | オーストラリア         |
| 2021 | チェコ                 | ブラジル       | アメリカ               |
| 2025 | ブラジル               | アメリカ       | リトアニア             |

| 大会 | 金             | 銀                     | 銅                   |
| ---- | -------------- | ---------------------- | -------------------- |
| 1961 | ブルガリア     | ソビエト連邦           | チェコスロバキア     |
| 1963 | ソビエト連邦   | チェコスロバキア       | ハンガリー           |
| 1967 | 韓国           | 日本                   | フランス             |
| 1970 | ソビエト連邦   | チェコスロバキア       | キューバ             |
| 1973 | ソビエト連邦   | アメリカ合衆国         | 北朝鮮               |
| 1977 | ソビエト連邦   | アメリカ合衆国         | ブルガリア           |
| 1979 | アメリカ合衆国 | キューバ               | カナダ               |
| 1981 | ソビエト連邦   | アメリカ合衆国         | ルーマニア           |
| 1983 | アメリカ合衆国 | ルーマニア             | ユーゴスラビア       |
| 1985 | ソビエト連邦   | アメリカ合衆国         | ユーゴスラビア       |
| 1987 | ユーゴスラビア | ソビエト連邦           | 中国                 |
| 1991 | アメリカ合衆国 | スペイン               | カナダ               |
| 1993 | 中国           | キューバ               | アメリカ合衆国       |
| 1995 | イタリア       | アメリカ合衆国         | 日本                 |
| 1997 | アメリカ合衆国 | キューバ               | チェコ               |
| 1999 | スペイン       | アメリカ合衆国         | ロシア               |
| 2001 | アメリカ合衆国 | 中国                   | チェコ               |
| 2003 | 中国           | イタリア               | ロシア               |
| 2005 | アメリカ合衆国 | セルビア・モンテネグロ | オーストラリア       |
| 2007 | オーストラリア | ロシア                 | ポーランド           |
| 2009 | アメリカ合衆国 | ロシア                 | オーストラリア       |
| 2011 | アメリカ合衆国 | 中華台北               | オーストラリア       |
| 2013 | アメリカ合衆国 | ロシア                 | オーストラリア       |
| 2015 | アメリカ合衆国 | カナダ                 | ロシア               |
| 2017 | オーストラリア | 日本                   | チャイニーズタイペイ |
| 2019 | オーストラリア | アメリカ               | ポルトガル           |
| 2021 | 中華人民共和国 | 日本                   | フィンランド         |
| 2025 | 中華人民共和国 | アメリカ               | ハンガリー           |

## 参照
- Sports123
- Official Games site